# 玉龙山无心菜
玉龙山无心菜（学名：Arenaria fridericae）为石竹科无心菜属的植物，为中国的特有植物。分布于中国大陆的云南、西藏等地，生长于海拔2,800米至4,700米的地区，常生长在石灰岩峭壁隙、流石坡、灌丛中和冰碛石隙中，目前尚未由人工引种栽培。

## 别名
玉龙山蚤缀（拉汉种子植物名称）